# Brændende Kærlighed
 For alternative betydninger, se Brændende kærlighed. (Se også artikler, som begynder med Brændende kærlighed)
Brændende Kærlighed er en kortfilm fra 2002 instrueret af Bo Mikkelsen efter eget manuskript.

## Handling
En film om hverdagens tragedier, i et højhus hvor alt kan ske. Vi bliver vidne til sygelige rollespil, fetischfantasier og naboer man ikke ville ønske sig. "Brændende Kærlighed" er en sær og foruroligende form for fiktion forklædt som dokumentarisme, bizart, aggressivt og i høj grad originalt.